# Xã Myrtle, Quận Custer, Nebraska
Xã Myrtle (tiếng Anh: Myrtle Township) là một xã thuộc quận Custer, tiểu bang Nebraska, Hoa Kỳ. Năm 2010, dân số của xã này là 102 người.